# 宇井成一
宇井 成一（うい せいいち、1959年（昭和34年）4月25日 - ）は、日本の政治家。元千葉県香取市長（4期）、元千葉県佐原市議会議員（1期）。

## 来歴
千葉県佐原市（現在の香取市）出身。1977年3月、千葉県立佐原高等学校中退。1997年4月、特別養護老人ホームに勤務。1999年5月1日から2003年3月3日まで佐原市議会議員を務めた。
2003年4月30日に行われた佐原市長選挙に立候補するも、元参議院議員の岩瀬良三に敗れ落選。
2006年3月27日、佐原市は小見川町、山田町、栗源町と合併し、香取市が発足。これに伴って4月30日に行われた香取市長選挙に立候補し、前回戦った岩瀬良三ら2候補を破り初当選を果たした。
2018年4月22日に行われた市長選で元市議の伊藤友則（自由民主党推薦）を破り4選。
2022年4月24日に投開票が行われた市長選で前回に続き立候補した伊藤に敗れ落選。

## 市政
- 2020年6月2日、新型コロナウイルス対策の財源に充てるため、自身の7月から8月までの月額給与を50％減額する条例案を市議会定例会に提出した。副市長と教育長については7月から9月まで10％減額する[7]。同年6月19日、同条例案は全会一致で可決された[8]。